# استافیلوکوک
استافیلوکوک‌ها، جنس (سرده) مهمی از باکتری‌های گرم-مثبت هستند. وقتی آن‌ها به بافت حمله می‌کنند، سموم کشنده سلولی را رها می‌کنند، در نتیجه التهاب به سرعت گسترش می‌یابد. آن‌ها همانند استرپتوکوک‌ها به شکل کوکسی می‌باشند اما تقسیم آن‌ها در دو محور انجام می‌گیرد؛ بنابراین، به شکل خوشه (به یونانی σταφυλή, staphylē) دیده می‌شوند. استافیلوکوک‌ها دارای حداقل ۴۵ گونه می‌باشند. بسیاری از گونه‌های استافیلوکوک، بی‌آزار هستند و در سطح پوست و مخاط بدن انسان و سایر جانوران زندگی می‌کنند.

## تشخیص بیوشیمیایی

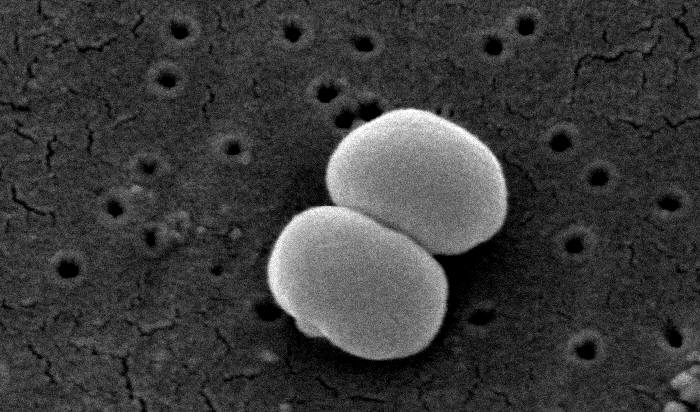
تصویر میکروگراف الکترونی روبشی از Staphylococcus epidermidis ، باکتری کوکسی شکل معمول پوست انسان را نشان می‌دهد که اغلب به صورت خوشه‌ای دیده می‌شود و معمولاً بی‌ضرر است، اما می‌تواند در افراد با سیستم ایمنی ضعیف عفونت ایجاد کند.

استافیلوکوک‌ها، کوکسی‌های گرم-مثبت خوشه‌ای شکل هستند که آنزیم کاتالاز را تولید می‌کنند. از این راه می‌توان استافیلوکوک‌ها را از استرپتوکوک‌ها و انتروکوک‌ها متمایز ساخت. در دیواره سلولی آن‌ها پپتیدوگلیکان و اسید تایکوئیک وجود دارد. محتوای سیتوزین + گوانین در DNAی آن‌ها، ۳۰ تا ۴۰ مول٪ است. با استفاده از چند تست بیوشیمیایی ساده می‌توان استافیلوکوک‌ها را از سایر کوکسی‌های گرم-مثبت متمایز ساخت. گونه‌های استافیلوکوک، بی هوازی اختیاری هستند یعنی هم در شرایط هوازی و هم شرایط بی هوازی می‌توانند رشد کنند. تمام گونه‌ها در حضور نمک‌های صفراوی رشد می‌کنند و همگی کاتالاز مثبت می‌باشند. آن‌ها ممکن است در محلول نمکی ۶/۵٪ نیز رشد کنند. در محیط بیرد پارکر (Baird Parker medium)، گونه‌های استافیلوکوک به صورت تخمیری رشد می‌کنند بجز استافیلوکوک ساپروفیتیکوس که به شکل اکسیداتیو رشد می‌کند. استافیلوکوک‌ها به باسیتراسین (دیسک ۰/۰۴ واحد) مقاوم اما به فورازولیدون (دیسک ۱۰۰ میکروگرم) حساس هستند.

### تولید کواگولاز
یکی از ویژگی‌های مهم جهت طبقه‌بندی استافیلوکوک‌ها تولید آنزیم کواگولاز است. کواگولاز آنزیمی است که خون را لخته می‌کند. در حال حاضر، ۶ گونه از استافیلوکوک‌ها به نام‌های استافیلوکوک اورئوس، استافیلوکوک دلفینی، استافیلوکوک هیکوس، استافیلوکوک اینترمدیوس، استافیلوکوک لوتره، استافیلوکوک سودینترمدیوس و استافیلوکوک شلیفری زیرگونه کواگولانس؛ کواگولاز مثبت هستند. این استافیلوکوک‌ها در دو گروه مجزا قرار می‌گیرند: گروه استافیلوکوک اورئوس (به تنهایی) و گروه استافیلوکوک هیکوس- اینترمدیوس (بقیه گونه‌های کواگولاز مثبت).
مهم‌ترین گونه کواگولاز منفی، استافیلوکوک اپیدرمیدیس است که به شکل همزیست بر روی پوست انسان زندگی می‌کند. در بیمارانی که سیستم ایمنی آن‌ها سرکوب شده‌است یا از کاتترهای عروقی استفاده می‌کنند می‌تواند موجب عفونت‌های شدیدی شود. استافیلوکوک ساپروفیتیکوس، گونه کواگولاز منفی دیگری است که به عنوان فلور عادی واژن در زنان محسوب می‌گردد. این باکتری در عفونت‌های مجرای تناسلی در زنان جوان فعال از نظر جنسی نقش دارد. استافیلوکوک‌های کواگولاز منفی را به‌طور اختصاری CoNS یا CNS می‌نامند.

## ژنوم و زیست‌شناسی مولکولی
سویه‌های N315 و Mu50 از استافیلوکوک اورئوس در سال ۲۰۰۱، تعیین توالی شدند. پس از آن، سویه‌های بیشتری از استافیلوکوک اورئوس تعیین توالی شدند. هر یک از سویه‌ها پروتئین‌های سطحی و توکسین‌های متفاوتی را تولید می‌کردند. ارتباط دادن هر یک از این خصوصیات به رفتارهای بیماریزایی استافیلوکوک اورئوس یکی از مهم‌ترین بخش‌های پژوهش‌های استافیلوکوکی است. فهم تکامل استافیلوکوک‌ها به ویژه به دلیل اکتساب عناصر متحرک ژنتیکی دارای ژن‌های مقاومت و بیماریزایی، ما را در شناسایی سویه‌های جدید ایجادکننده همه‌گیری‌ها و همچنین راه‌های جلوگیری از پیدایش آن‌ها کمک می‌کند.
شیوع فراوان مقاومت آنتی‌بیوتیکی در استافیلوکوک اورئوس و سایر گونه‌های استافیلوکوکی به دلیل انتقال افقی ژن‌ها (ژن‌های مقاومت‌های آنتی‌بیوتیکی، فلزی و بیماریزایی) است. مطالعات اخیر نشان می‌دهند که انتقال افقی ژن‌ها در استافیلوکوک‌ها بیش از آن چیزی است که قبلاً" تصور می‌شد.

## گستره میزبان
گونه‌های استافیلوکوک به‌طور گسترده پوست و سیستم تنفّسی فوقانی پستانداران و پرندگان را کلونیزه می‌کنند. برخی از این گونه‌ها مربوط به میزبان‌های خاصی هستند. به عنوان مثال:
- استافیلوکوک آرلته (S. arlattae) در مرغ و بز
- استافیلووک اوریکولاریس (S. auricularis) در انسان، سگ و گوزن
- استافیلوکوک کپیتیس (S. capitis) در انسان
- استافیلوکوک کاپره (S. caprae) در انسان و بز
- استافیلوکوک کوهنی (S. cohnii) در مرغ و انسان
- استافیلوکوک دلفینی (S. delphini) در دلفین
- استافیلوکوک اپیدرمیدیس (S. epidermiditis) در انسان
- استافیلوکوک اکوئوروم (S. equorum) در اسب
- استافیلوکوک فلیس (S. felis) در گربه سانان
- استافیلوکوک گالینارم (S. gallinarum) در قرقاول، مرغ و بز
- استافیلوکوک همولیتیکوس (S. haemolyticus) در انسان، شامپانزه و لمور
- استافیلوکوک هیکوس (S. hyicus) در خوک
- استافیلوکوک لنتوس (S. lentus) در بز، گوسفند و خرگوش
- استافیلوکوک لوگدوننسیس (S. lugdunensis) در انسان و بز
- استافیلوکوک لوتره (S. lutrae) در سمور آبی
- استافیلوکوک میکروتی (S. microti) در موش‌های وول
- استافیلوکوک پاستوری (S. pasteuri) در انسان و بز
- استافیلوکوک سودینترمدیوس (S. pseudintermedius) در سگ
- استافیلوکوک روستری (S. rostri) در خوک
- استافیلوکوک شلیفری (S. schleiferi) در انسان
- استافیلوکوک سشیوری (S. sciuri) در انسان، سگ و بز
- استافیلوکوک سیمیه (S. simiae) در میمون‌های سنجابی آمریکای جنوبی
- استافیلوکوک سیمولانس (S. simulans) در انسان
- استافیلوکوک وارنری (S. warneri) در انسان و میمون
- استافیلوکوک زایلوسوس (S. xylosus) در انسان

## بیماری‌های استافیلوکوکی
استافیلوکوک‌ها بیماری‌های گوناگونی را در انسان و حیوانات ایجاد می‌کنند. مهم‌ترین گونه کواگولاز مثبت از نظر پزشکی، استافیلوکوک اورئوس است. بیماری‌های آن به اختصار:
- عفونت‌های پوستی موضعی مانند گل مژه، آبسه‌های غدد سباسه، آبسه‌های زیر جلدی مانند کورک و کفگیرک
- عفونت‌های پوستی منتشر مانند زرد زخم
- عفونت‌های عمیق و موضعی مانند استئومیلیت مزمن حاد و آرتریت سپتیک
- سایر عفونت‌ها مانند اندوکاردیت عفونی حاد، سپتی سمی و پنومونی نکروزان
- مسمومیت‌ها (بر اثر تولید توکسین) مانند سندرم شوک سمی، گاستروانتریت (به شکل مسمومیت غذایی) و سندرم فلسی شونده پوستی

استافیلوکوک اپیدرمیدیس، مهم‌ترین استافیلوکوک کواگولاز منفی است که به شکل همزیست بر روی پوست انسان زندگی می‌کند. در بیمارانی که سیستم ایمنی آن‌ها سرکوب شده‌است یا از کاتترهای عروقی استفاده می‌کنند می‌تواند موجب عفونت‌های شدیدی (اندوکاردیت) شود. استافیلوکوک ساپروفیتیکوس، گونه کواگولاز منفی دیگری است که به عنوان فلور عادی واژن در زنان محسوب می‌گردد. این باکتری در عفونت‌های مجرای تناسلی در زنان جوان فعال از نظر جنسی نقش دارد.